# Campodorus gilvilabris
Campodorus gilvilabris är en stekelart som beskrevs av Henry Keith Townes, Jr. 1973. Campodorus gilvilabris ingår i släktet Campodorus och familjen brokparasitsteklar. Inga underarter finns listade.